# Maximilian Hornung

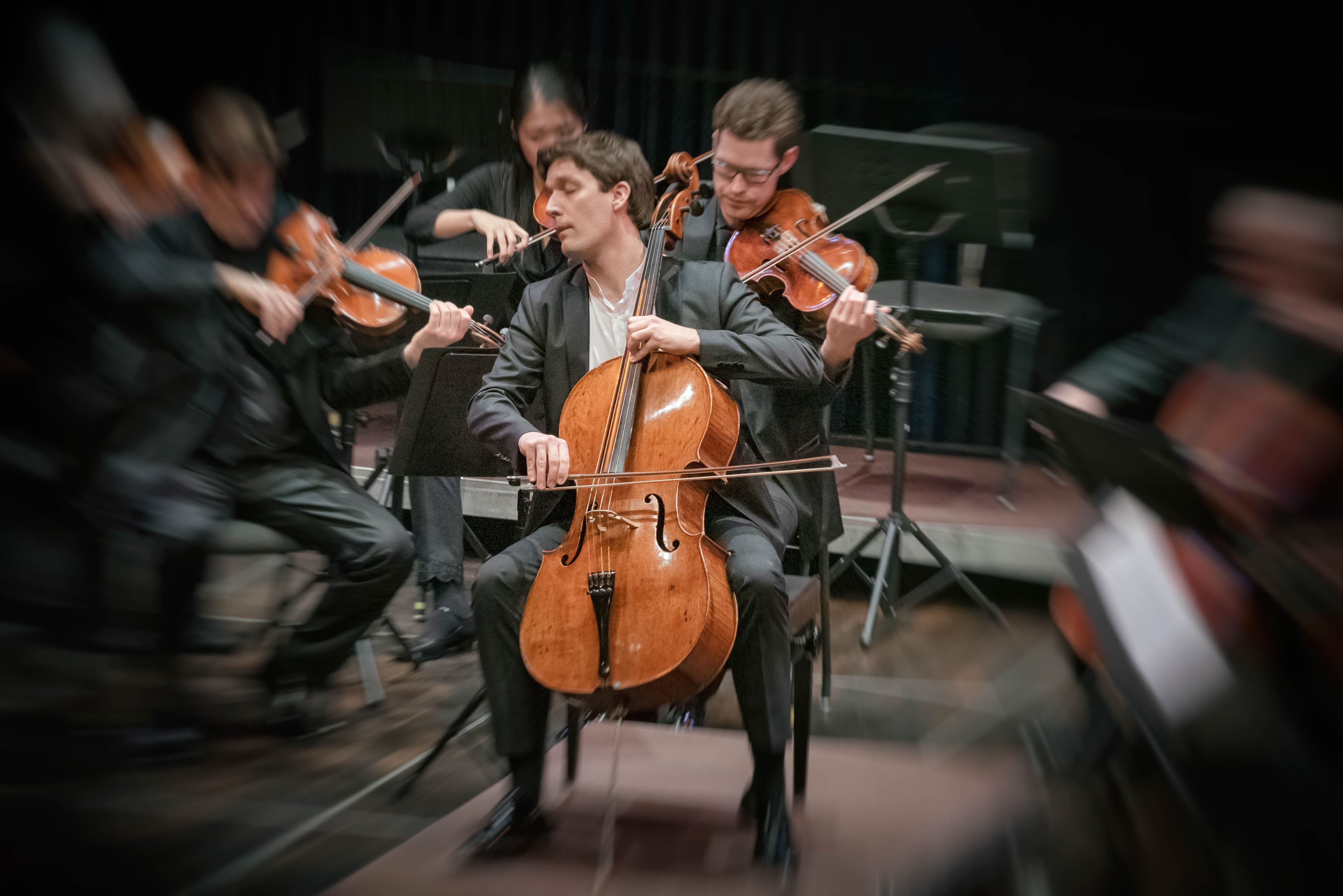
Maximilian Hornung mit dem Münchene Kammerorchester (2019)

Maximilian Hornung (* 1986 in Augsburg) ist ein deutscher Cellist.
Er wuchs in einer Musikerfamilie in Dinkelscherben auf und besuchte das Gymnasium bei St. Stephan in Augsburg, ehe er im Alter von 16 Jahren die Schule abbrach, um sich ganz der Musik zu widmen. Er studierte bei Eldar Issakadze, Thomas Grossenbacher und David Geringas.
Im Jahr 2005 gewann er den Deutschen Musikwettbewerb, im Jahr 2007 den ARD Musikwettbewerb mit dem Tecchler Trio, einem von ihm mitgegründeten Klaviertrio. Mit 23 Jahren erhielt er den Posten des ersten Solo-Cellisten des Symphonieorchesters des Bayerischen Rundfunks. Die Stelle gab er nach vier Jahren wieder auf, um sich ganz seinem solistischen und kammermusikalischen Schaffen zu widmen.
2011 erhielt er den ECHO-Klassik-Preis als Nachwuchskünstler des Jahres, 2014 den Bayerischen Kunstförderpreis und 2015 den Europäischen Nachwuchspreis. Seit 2017 hat er an der Hochschule für Musik und Theater München eine Professur für Violoncello inne.

## Diskographie (Auswahl)
- Jump! (mit Milana Chernyavska, 2010)
- Saint-Saëns: Suite und Romanze / Dvorak: Cellokonzert (2012)
- Gassenhauer (mit Nils Mönkemeyer, 2013)
- Richard Strauss: Don Quixote & Cellosonate op. 6 (2014)
- Joseph Haydn, Vaja Azarashvili: Cello Concertos (2015)
- Shostakovich, Tsintsadze: Cello Concertos of 1966 (2018)